# Czosnek syberyjski
Czosnek syberyjski (Allium sibiricum L.) – takson różnej rangi w zależności od ujęcia systematycznego – wyodrębniany jako osobny gatunek w obrębie podrodziny czosnkowych Allioideae, włączany też w ramach czosnku szczypiorku (Allium schoenoprasum) jako forma (f. sibiricum (L.) Bolzon), odmiana (var. sibiricum (L.) Hartm.), czy podgatunek (subsp. sibiricum (L.) Syme) albo też utożsamiany z czosnkiem szczypiorkiem.

## Rozmieszczenie geograficzne
Traktowany jako odrębny takson ma zasięg alpejsko-arktyczny. Występuje w Skandynawii, północnej Rosji i Syberii, na Alasce i arktycznych obszarach Kanady oraz w górach: Pireneje, Alpy, Karpaty, Góry Dynarskie, Ural, Kaukaz. W Polsce występuje tylko w Sudetach i w Karpatach (w Beskidzie Żywieckim). W Sudetach występuje w Śnieżnych Kotłach i w źródliskowym obszarze doliny Łomniczki, w Beskidzie Żywieckim tylko na kilku stanowiskach w masywie Pilska, m.in. na Hali Cudzichowej i Hali Cebulowej.

## Morfologia
CebulaRównowąska, cienka, okryta białobrunatnymi pochwami.
ŁodygaDo 60 cm wysokości.
LiścieDość grube, dęte, obłe.
KwiatyZebrane w kulisty baldach. Działki okwiatu fioletoworóżowe, wąskolancetowate, zaostrzone, długości 10–15 mm. Pręciki bez ząbków, krótsze od działek.

## Biologia i ekologia
Bylina, geofit. Rośnie na torfowiskach, w źródliskach, traworoślach i ziołoroślach. Kwitnie od czerwca do września. Liczba chromosomów 2n=16.

## Zagrożenia i ochrona
Gatunek objęty w Polsce ochroną ścisłą.
Kategorie zagrożenia gatunku:
- Kategoria zagrożenia w Polsce według Czerwonej listy roślin i grzybów Polski (2006)[8]: V (narażony); 2016: EN (zagrożony)[9].
- Kategoria zagrożenia w Polsce według Polskiej czerwonej księgi roślin: VU (ang. vulnerable, narażony)[10].